# 1030
Évszázadok: 10. század – 11. század – 12. század
Évtizedek: 980-as évek – 990-es évek – 1000-es évek – 1010-es évek – 1020-as évek – 1030-as évek – 1040-es évek – 1050-es évek – 1060-as évek – 1070-es évek – 1080-as évek
Évek: 1025 – 1026 – 1027 – 1028 –  1029 – 1030 – 1031 – 1032 – 1033 – 1034 – 1035

## Események
- II. Konrád német-római császár haddal tör Magyarországra.[1] I. István magyar király a támadást visszaveri és békét köt a császárral. A Lajta és Fischa folyók köze és a Morva-mező magyar fennhatóság alatt marad.
- A csanádi püspökség alapítása, első püspöke Gellért püspök.[2]
- július 29. – II. Olaf norvég király súlyosan megsebesül a pogány vazallusaival vívott stiklestadi csatában.
- július 30. – II. Olaf norvég király belehal a stiklestadi csatában szerzett sebesülésbe (később szentté avatják).
- Henrik herceg fellázad apja II. Róbert francia király ellen.
- Kaunas városának alapítása.
- Jurjev (Tartu) városának alapítása.[3]
- II. Konrád német-római császár megalapítja a speyeri dómot.

## Születések
- július 26. – Szent Szaniszló († 1079).
- VI. Balduin flamand herceg († 1070).
- I. Vszevolod kijevi nagyfejedelem († 1093).

## Halálozások
- július 30. – II. Olaf norvég király (Szent) (* 995).
- szeptember 30. – V. Vilmos aquitániai herceg (* 969).
- Ottone Orseolo velencei dózse.